# 火渡り

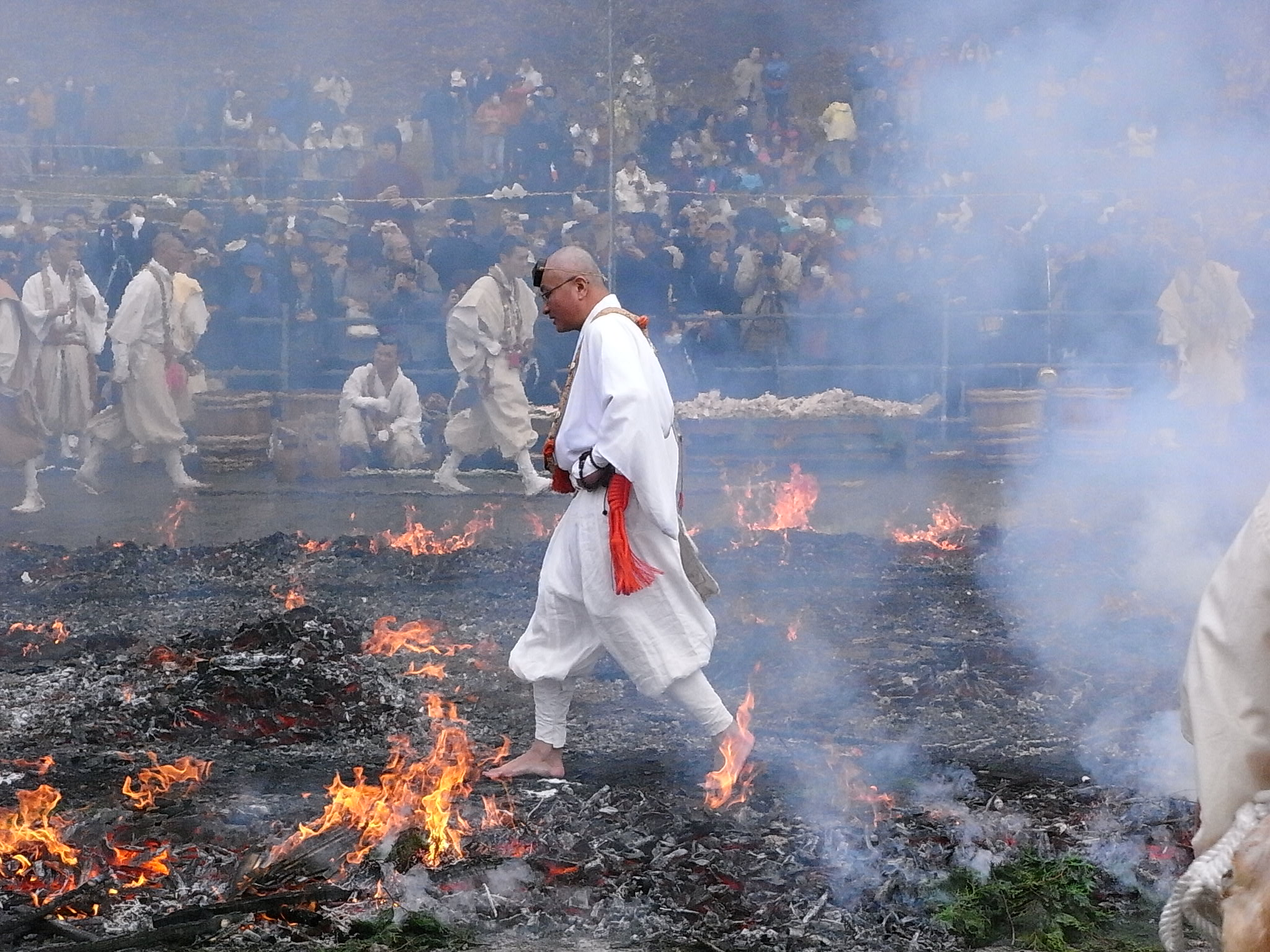
高尾山薬王院 大火渡り祭（2009年3月8日撮影）

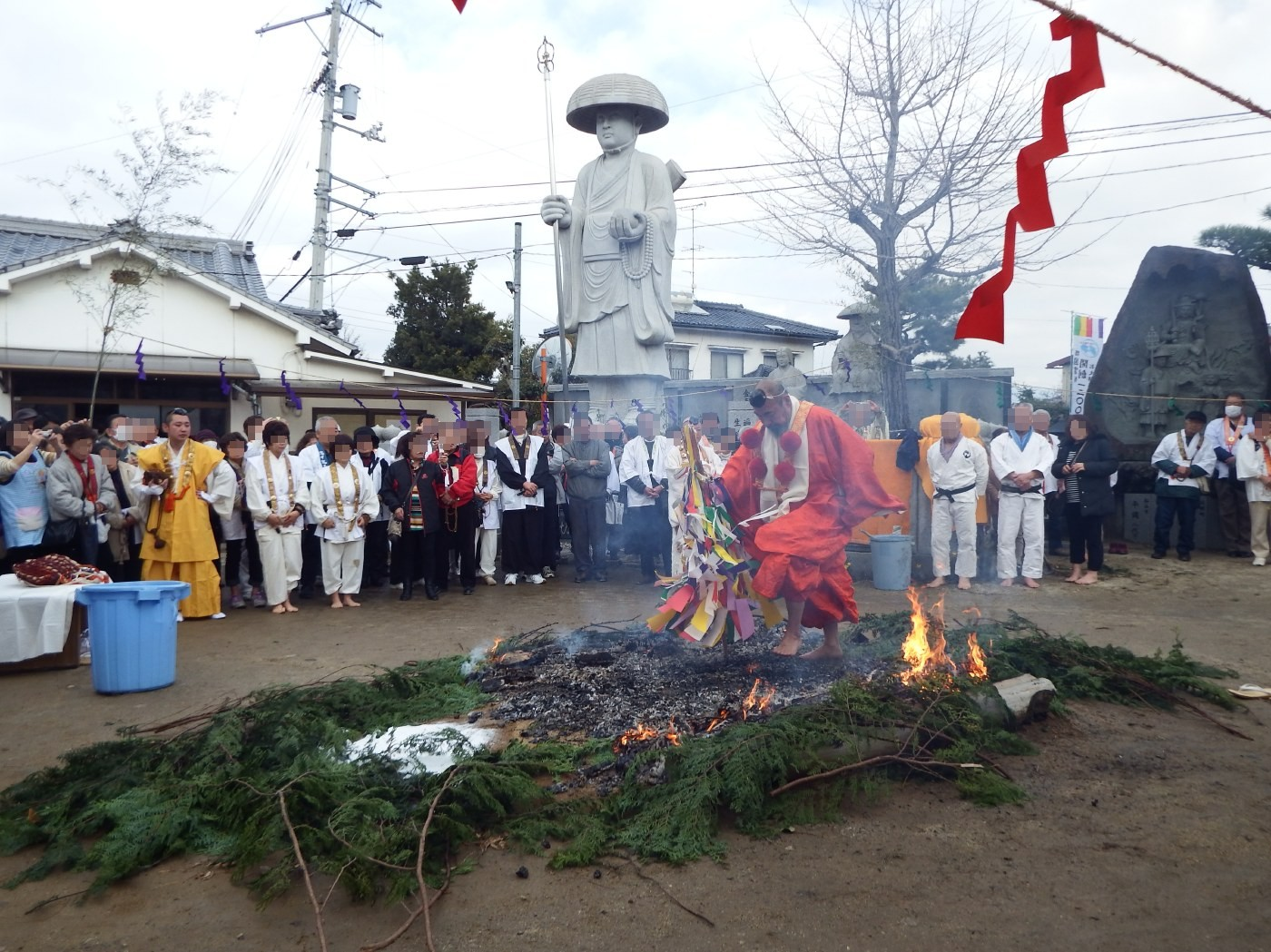
文殊院の火渡り（2019年10月25日撮影）

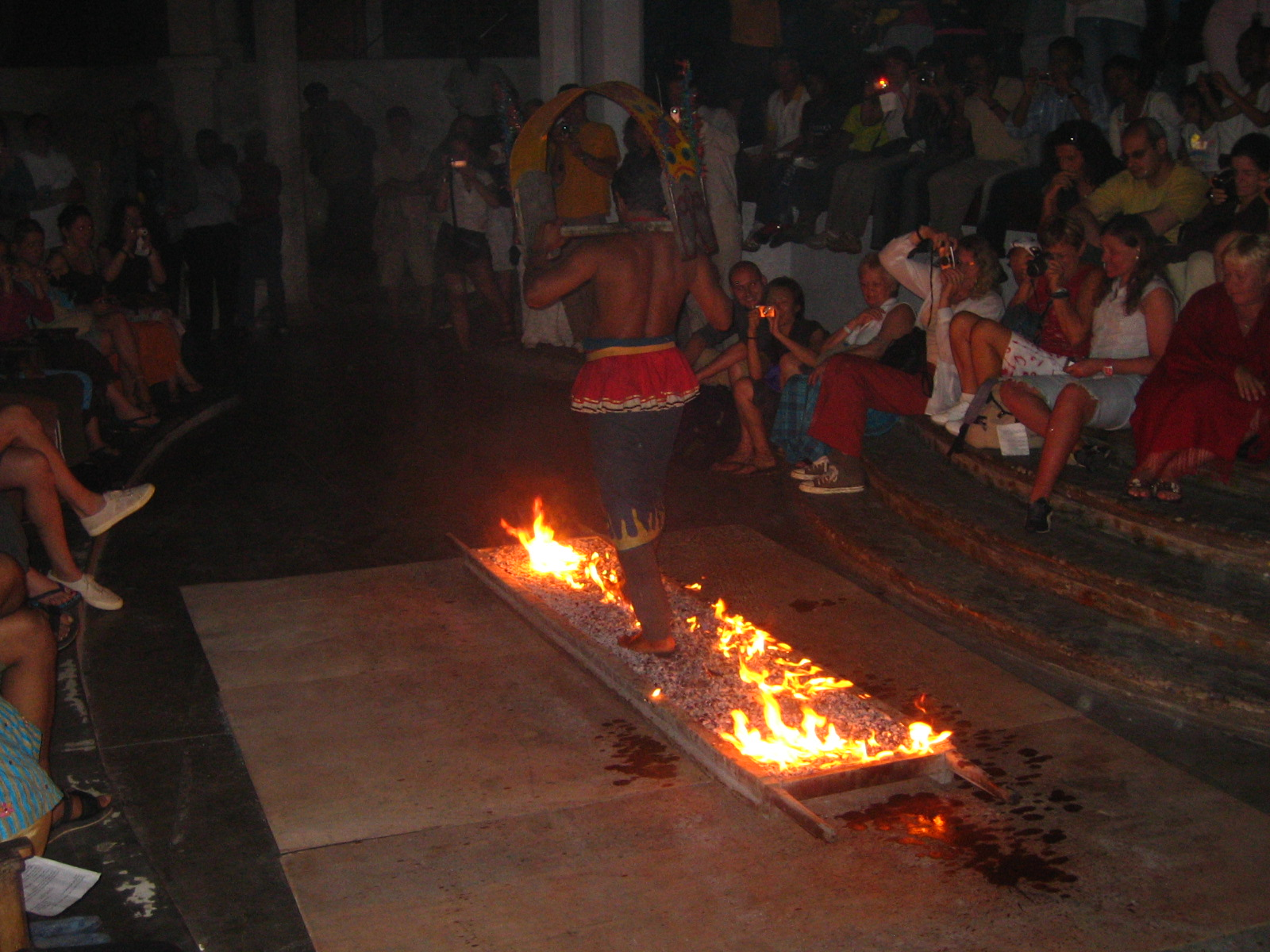
スリランカで行われている火渡りの様子

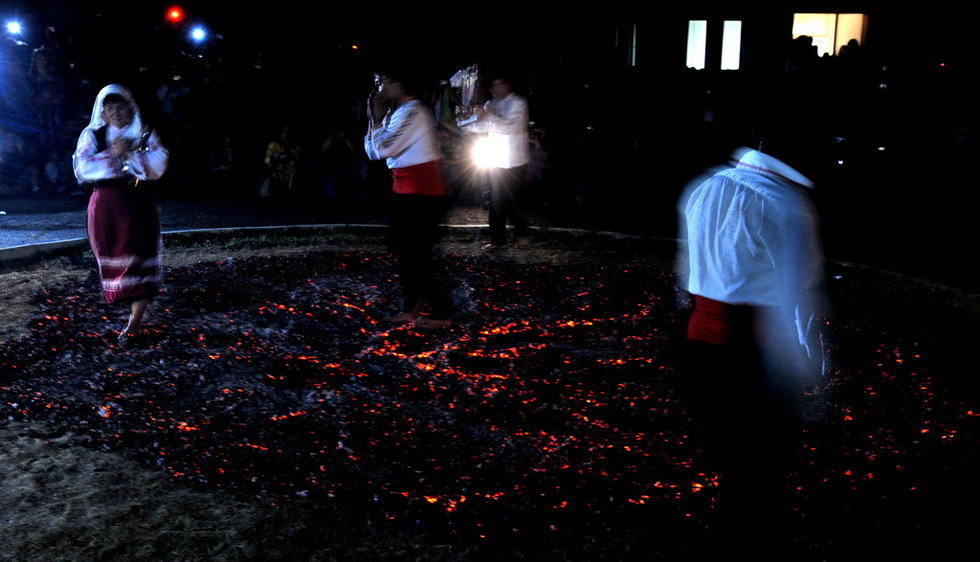
ブルガリアの伝統儀式ネスティナルストヴォ（:en:Nestinarstvo）

火渡り（ひわたり）とは、火をつけて燃やした薪炭の上を裸足で歩くことである。
適切に執り行われる限り、火傷を負う危険はない。日本の仏教寺院である高尾山薬王院の火渡り祭では、修験者だけでなく一般人も火渡りに参加できる。忍耐力などの特異な精神力は必要とされないが、十分な知識のないままに行うと危険が伴う。また、熱かったとしても走ると足と炭との接触面積が増え逆に火傷するので危険である。

## 儀式としての火渡り
浄化、豊作祈願、信仰のためなどの儀式として、火渡りは以下のようなときに実施される:
- 日本の仏教（特に修験道）の修行の一環として[1]。
- 一部のスーフィーによって。
- ベトナムのパテン族（英語版）では、悪魔を払い、豊作を祈る儀式として火踊りの儀式（ベトナム語版） Nhảy Lửa を行う[3]。
- ギリシャやブルガリアではキリスト教正教会の祝祭期間中の儀式として一部の信者が行っている（Anastenaria（英語版）の儀式）[4][5]。
- アフリカ生まれのヒンドゥー教徒は重要な宗教的祝祭の一部として火渡りを行う。
- カラハリ砂漠のブッシュマンはカン部族は、部族の始まりから、治癒の儀式として火渡りを行ってきている。
- ヒンズー教の祭りホリカ・ダハン（英語版）で、僧侶が火を渡る儀式がある。悪魔の保護を受けた人（儀式では人形）が焼死し、善人が生き残ることを示す儀式である[6][7]。

火渡りの運営者の中には、火傷しないためには瞑想や降霊などの超自然的な準備が必要であると説く者もある。
このような儀式が行われる背景として、社会学者はコミュニティを結び付ける共有された感情体験であると推察している。

## 現象
温度の違う2つの物体が接触すると、より温度の高い物体は冷え、より温度の低い物体は温まる。接触が断たれるか、一定の温度に達するかすると、温度の変化は止まる。このときの温度と、そこに達するまでの時間は、2つの物体の熱力学的性質によって決まる。中でも重要なのは、温度、質量、比熱容量、熱伝導率である。
質量と比熱容量の積は熱容量と呼ばれ、その物体の温度を1度上げるのに必要な熱エネルギーの量を表す。より温度の高い物体からより温度の低い物体に熱が移動するため、最終的な温度はより熱容量の大きい方の物体の温度に近くなる。
ここで問題となる物体は人間の足（水を多く含む）と熱せられた炭である。
次にあげる要因が相乗的に効果をあげ、足に火傷ができるのを防いでいる:
- 水は非常に高い比熱容量 (4.18KJ/K・kg) を持つ。一方、炭の比熱容量は非常に低い。それゆえに、足に生じる温度変化は炭と比べてかなり緩やかなものになる。
- 水は熱伝導率も高く、その上、伝わった熱は血液の循環により拡散していくため、接触する物体 (炭) を効率的に冷やすことができる。その一方で、炭は熱伝導率に乏しく、温度の高い物体として数えられるのは足に接触する付近だけである。
- 炭の温度が下がり引火点を下回ると、燃焼は終わり、新たな熱が発生しなくなる。
- 炭は、熱伝導性に乏しい灰に覆われることが多い。
- 炭の表面は不均一で、実際に足と触れる面積はかなり小さい。
- 足が炭の上で費やす時間は断続的で、各々の接触時間も短い。

火渡りが正しく行われなかった場合は危険が伴う:
- あまりにも長時間炭の上に足をつけていた場合、炭の熱伝導率に追いつかれ、火傷する。
- 炭に不純物が含まれている場合も火傷の危険がある。金属類は高い熱伝導率を持つため、特に危険である。
- 炭を十分に時間をかけて燃焼させなかった場合、火傷を負うまでの時間を短くする要因となる。炭には水分が含まれており、熱容量と熱伝導率を高める働きをする。火渡りを始める前に、水分を十分に蒸発させておく必要がある。
- 足が湿り気を帯びている場合、炭に張り付いてしまい、接触時間を引き延ばすことがある。